# Ерёмин, Степан Илларионович
Степан Илларионович Ерёмин (30 октября 1897, село Беломестное, Курская губерния — 28 июля 1941) — советский военный деятель, генерал-майор (4 июня 1940 года).

## Биография
Родился 30 октября 1897 года в селе Беломестное (ныне — Новооскольского района Белгородской области). Учился в реальном училище в Курске.

### Первая мировая и гражданская войны
В мае 1916 года был призван в ряды Русской императорской армии и направлен в 123-й запасной пехотный полк, дислоцированный в Перми, где закончил учебную команду. В октябре того же года был направлен на учёбу в Саратовскую школу прапорщиков, после окончания которой в марте 1917 года был направлен в 155-й запасной полк, дислоцированный в Камышине, где был назначен на должность младшего офицера роты. В июле того же года был направлен в Селенгинский 41-й пехотный полк (Юго-Западный фронт). В декабре 1917 года Ерёмин был демобилизован из рядов армии в чине прапорщика.
В мае 1918 года вступил в ряды 2-го Воронежского красногвардейского полка, где служил помощником командира роты, а затем командиром роты, а также принимал участие в боевых действиях против германских войск под Новым Осколом и Валуйками.
В августе того же года вступил в ряды РККА, после чего был направлен в 103-й Варшавский полк и, находясь на должностях командира роты, батальона и временно исполняющего должность командира полка, принимал участие в боевых действиях на Южном фронте против войск под командованием генерала П. Н. Краснова.
В январе 1919 года был назначен на должность начальника бригадной учебной школы 1-й бригады 13-й стрелковой дивизии, после чего принимал участие в боевых действиях против войск под командованием А. И. Деникина в Донбассе и под Луганском и Острогожском, а осенью — в оборонительных боевых действиях под Воронежем против войск под командованием генералов К. К. Мамонтова и А. Г. Шкуро. В марте 1920 года после излечения от тифа Ерёмин был назначен на должность заведующего регистрационным отделом, а затем — на должность коменданта 4-го участка тыла 13-й армии, после чего принимал участие в боевых действиях против вооружённых формирований под руководством Н. И. Махно в районах Пятихатки, Гуляй Поля, Миргорода и Сорочинцев.
В августе 1920 года Ерёмин был назначен на должность помощника начальника штаба по оперативной части маневренного отряда Харьковского сектора, затем — на должность помощника начальника штаба по оперативной части 85-й отдельной бригады ВОХР, в ноябре того же года — на должность командира 93-го стрелкового полка (31-я стрелковая бригада), в составе которого участвовал в ликвидации объединённого вооружённого формирования под командованием Левченко, Чалого и Чёрного на территории Черкасского уезда Киевской губернии.
В январе 1921 года был назначен на должность помощника командира 69-го стрелкового полка 23-й бригады, а в июне — на должность командира батальона 61-го стрелкового полка 7-й стрелковой дивизии.

### Межвоенное время
В июле 1921 года Ерёмин был назначен на должность помощника командира по строевой части 2-го полка особого назначения Киевской бригады, в апреле 1922 года — на должность командира батальона 393-го стрелкового полка (44-я стрелковая дивизия, Украинский военный округ), а в июле — на должность помощника командира и командира батальона 131-го стрелкового территориального полка.
В октябре 1924 года Ерёмин был направлен на учёбу на Стрелково-тактические курсы «Выстрел», после окончания которых в августе 1925 года был назначен на должность командира батальона и временно исполняющего должность начальника штаба 300-го стрелкового полка (100-я стрелковая дивизия), преобразованного из 131-го стрелкового территориального. В феврале 1928 года был назначен на должность начальника штаба 130-го Богунского полка (44-я стрелковая дивизия), в декабре 1930 года — на должность начальника 1-й части штаба 44-й стрелковой дивизии.
В апреле 1931 года Ерёмин был назначен на должность командира и военкома 13-го Сенниского стрелкового полка (5-я стрелковая дивизия, Белорусский военный округ), в марте 1936 года — на должность помощника командира, в августе 1937 года — на должность командира 2-й стрелковой дивизии, в октябре 1939 года — на должность командира 5-й стрелковой дивизии, в декабре того же года — на должность командира 50-й стрелковой дивизии, а в июле 1940 года — на должность командира 20-го стрелкового корпуса. В 1941 году после окончания курсов усовершенствования начальствующего состава при Академии Генерального штаба РККА имени К. Е. Ворошилова вернулся на прежнюю должность.

### Великая Отечественная война
С началом войны корпус под командованием генерал-майора Ерёмина находился в резерве Ставки Верховного Главнокомандования, затем 10 июля 1941 года был включён в состав 13-й армии, после чего принимал участие в ходе Смоленского сражения, в ходе которого в середине июля противник прорвал оборону Западного фронта на правом фланге и в центре, после чего подвижные моторизованные соединения прошли расстояние до 200 километров, окружив Могилёв и заняв Оршу, Кричев, Смоленск и Ельню. Часть 13-й армии обороняла Могилёв, а другая, где находился и корпус под командованием С. И. Ерёмина, вышла из окружения, после чего вела оборонительные боевые действия по направлении реки Сож северо-восточнее Пропойска. В ходе этих боёв корпус генерала Ерёмина обеспечил прорыв обороны противника и выход войск армии к реке Сож.
22 июля 1941 года в бою северо-восточнее Пропойска генерал-майор Степан Илларионович Ерёмин был ранен и 28 июля при переправе через реку Сож погиб, столкнувшись с группой немецких солдат. Был похоронен местными жителями на месте боя. Могила была утрачена во время боёв в этом районе в течение 1941 и 1944 годов.
Первоначально считался пропавшим без вести, однако после установления обстоятельств гибели приказом по ГУК НКО СССР в марте 1946 года был исключён из списков РККА как погибший в бою.

## Воинские звания
- Полковник (29 января 1936 года);
- Комбриг (13 февраля 1938 года);
- Комдив (1 апреля 1940 года);
- Генерал-майор (4 июня 1940 года).

## Награды
- Орден Ленина (7.04.1940);
- Орден Красного Знамени (22.02.1938)[3];
- Орден Отечественной войны 1-й степени (6.05.1965, посмертно);
- Орден Красной Звезды (1934);
- Юбилейная медаль «XX лет Рабоче-Крестьянской Красной Армии» (22.02.1938).

## Память

Мемориальная доска в Нижнем Новгороде

- Памятная доска в Нижнем Новгороде на доме, где он жил — ул. Минина, 1.